# Pogroms de Kichinev

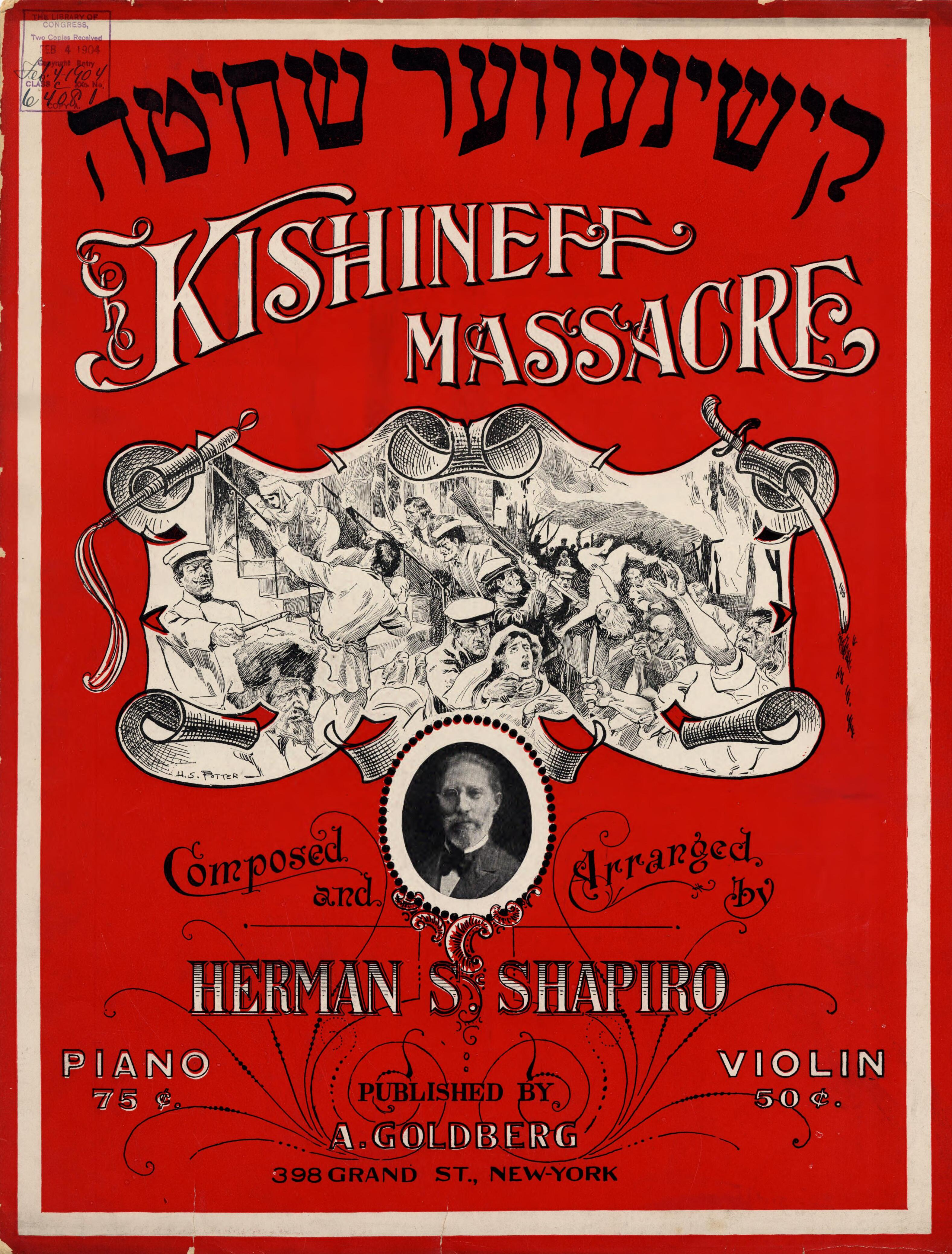
Herman S. Shapiro, Kishinever shekhita, elegie (« Élégie du massacre de Kichinev », New York, Asna Goldberg, 1904). Collection Irene Heskes. L'illustration au centre de cette élégie dépeint le massacre de Kichinev de 1903.

Les pogroms de Kichinev sont deux émeutes antisémites qui se sont déroulées les 6 et 7 avril 1903 et les 19 et 20 octobre 1905 à Kichinev/Chișinău, à l'époque capitale de la Bessarabie (actuellement en Moldavie) sous la Russie impériale. Ils font partie des deux vagues de pogroms, la première due à des journalistes antisémites, la seconde à l'antisémitisme du clergé orthodoxe, qui ont simultanément endeuillé Odessa et plusieurs shtetls de Podolie.

## Premier pogrom (1903)

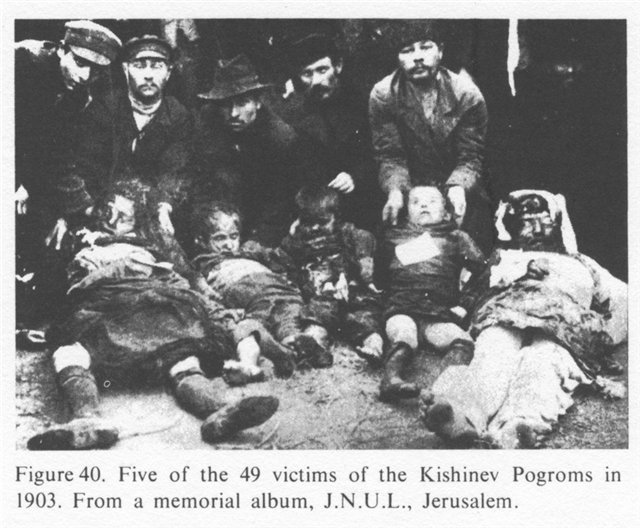
Cinq jeunes victimes du pogrom de 1903

Le premier pogrom a pour origine la découverte le 6 février 1903 du cadavre d'un jeune garçon chrétien, Mikhaïl Rybatchenko, dans la ville de Dubăsari, située à environ 30 kilomètres au nord de Chișinău. Bien qu'il soit clair que l'enfant ait été tué par un parent, qui sera d'ailleurs arrêté plus tard, le journal de langue russe, Бессарабец (Bessarabets, signifiant « Bessarabien »), publié par Pavel Krouchevan, insinue qu'il a été tué par les Juifs. Un autre journal, Свет (Svet, « Lumière »), recourt à l'accusation séculaire de crime rituel contre les Juifs, affirmant que le garçon a été tué pour utiliser son sang dans la fabrication de la matza.

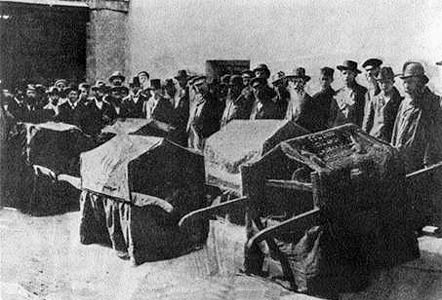
Cérémonie de « funérailles » de rouleaux de Torah profanés durant les pogroms de Kichinev.

Ce premier pogrom s'étend sur trois jours d'émeutes contre les Juifs, et les victimes seront nombreuses : 47 Juifs tués (d'autres rapports font état de 49 tués), 92 grièvement blessés, plus de 500 légèrement blessés et 700 maisons et boutiques pillées et détruites. Le journal The Times de Londres publie une dépêche falsifiée de Viatcheslav Plehve, alors chargé de mission du ministère russe de l'Intérieur auprès du gouverneur de Bessarabie, qui aurait prétendument donné l'ordre de ne pas réprimer les émeutiers, mais ce qui est certain est que la police et l'armée ne sont intervenues pour stopper les émeutes que le troisième jour. Cette non-intervention durant deux jours peut laisser penser que le pogrom a été commandité ou tout du moins toléré par l'État.

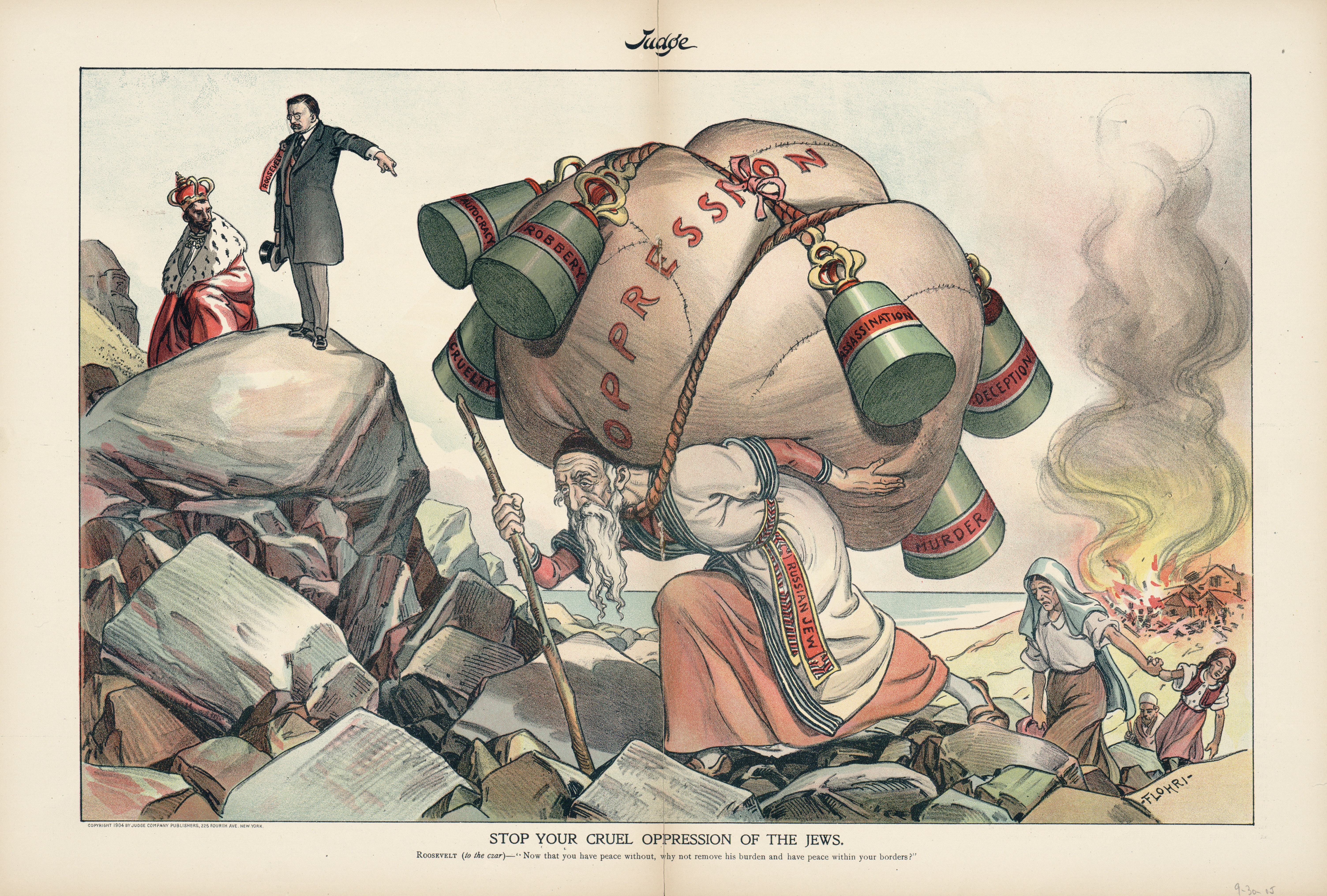
Le Président des États-Unis Theodore Roosevelt au tsar Nicolas II de Russie : « Arrêtez votre cruelle oppression des Juifs. » Lithographie concernant le premier pogrom de Kichinev. (Bibliothèque du Congrès)

Le New York Times décrit le premier pogrom de Kichinev :
« Les émeutes anti-juives de Kichinev, en Bessarabie, sont pires que ce que le censeur autorisera de publier. Il y a eu un plan bien préparé pour le massacre général des Juifs le jour suivant la Pâques russe. La foule était conduite par des prêtres, et le cri général, « Tuons les Juifs », s'élevait dans toute la ville. Les Juifs furent pris totalement par surprise et furent massacrés comme des moutons. Le nombre de morts s'élève à 120 et les blessés à environ 500. Les scènes d'horreur pendant le massacre sont indescriptibles. Les bébés furent littéralement déchiquetés par la foule frénétique et assoiffée de sang. La police locale ne fit aucune tentative pour arrêter le règne de la terreur. Au coucher du soleil, des piles de cadavres et de blessés jonchaient les rues. Ceux qui purent échapper au massacre se sont sauvés, et la ville est maintenant pratiquement vidée de ses Juifs. »

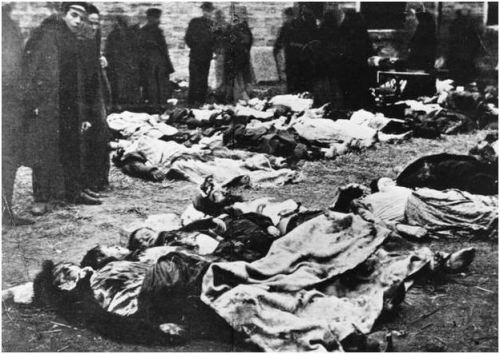
Cadavres des victimes juives dans la rue, 1903

Le nombre des victimes s'établit en réalité à environ 49 tués.
En 1904, Isidore Singer, le fondateur de la Jewish Encyclopedia, a publié Russia at the Bar of the American People (New York) pour alerter l'opinion publique américaine à propos de ce pogrom.

## Second pogrom (1905)
Un second pogrom s'est déroulé les 19 et 20 octobre 1905. Cette fois, les émeutes débutèrent par des manifestations politiques contre le Tsar, mais dégénérèrent en pillage des boutiques des Juifs. Les ligues juives d'autodéfense, mises en place après le premier pogrom, réussirent à arrêter certaines des violences, mais étaient numériquement inférieures. À la fin des émeutes, 19 Juifs avaient été tués et 56 autres blessés.

## Réactions aux pogroms
Après le premier pogrom, il n'y eut que très peu de condamnations par la justice russe, en dépit (ou uniquement à cause, selon les points de vue) du tollé mondial. Karl Schmidt, le maire de Kichinev, démissionna alors en signe de protestation. Deux hommes furent condamnés à des peines de sept et cinq ans de prison, et vingt-deux autres furent condamnés à une ou deux années de réclusion. 

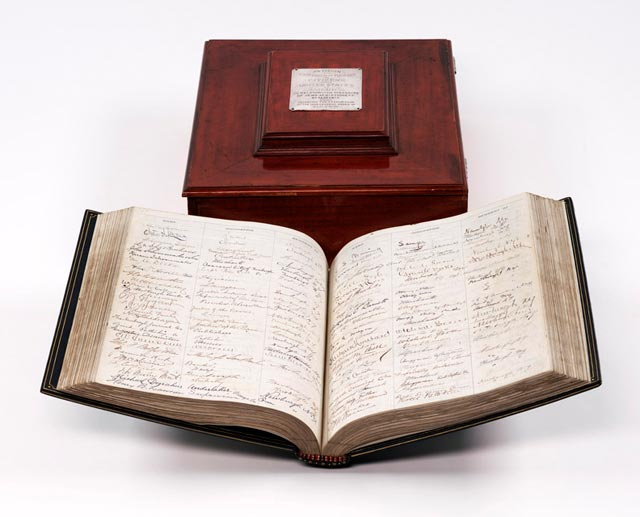
Une pétition rejetée par le tsar de Russie, envoyée par des citoyens américains en 1903 (maintenant conservée aux Archives nationales américaines).

Ces pogroms convainquirent les Juifs russes qu'il n'étaient pas en sécurité dans l'Empire des Tsars et beaucoup émigrèrent pour l'Ouest ou pour la Palestine alors ottomane. Pour les premiers sionistes, ces pogroms devinrent un argument mobilisateur, notamment au profit du Parti sioniste révisionniste, inspirant les premières ligues d'autodéfense, sous la direction de leaders comme Vladimir Jabotinsky.
Mais des protestations émanèrent aussi des Juifs socialistes du Bund qui organisèrent des rencontres dans toutes les grandes villes de la zone de résidence, fustigeant la passivité, voire la complicité de la police, demandant à ses sections de constituer des groupes armés d'autodéfense : « A la violence doit répondre la violence, d'où qu'elle vienne ». La résolution du 5e Congrès du Bund affirmait « la conviction que seul le combat commun du prolétariat de toutes les nationalités détruira les racines qui ont permis de tels événements ».

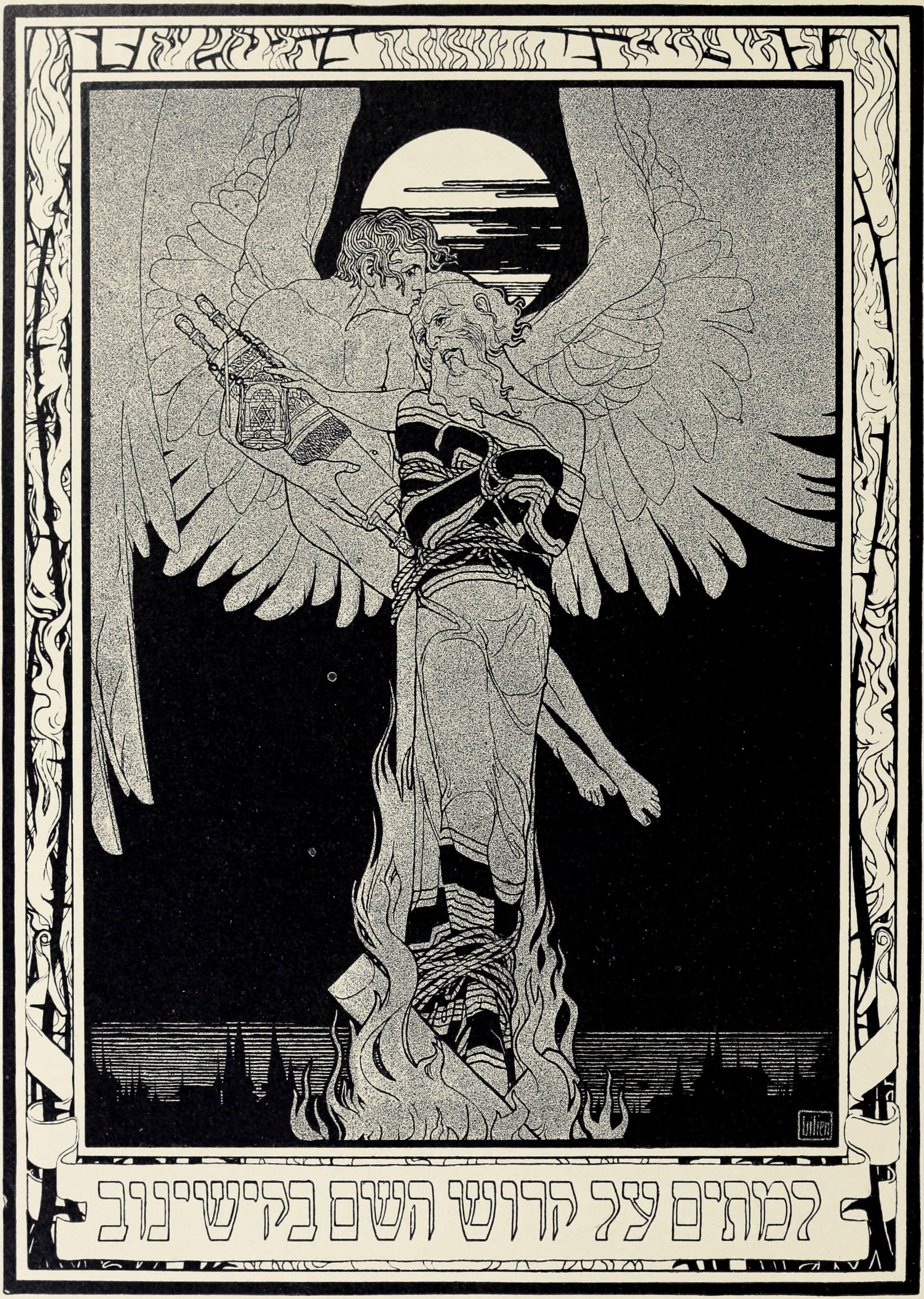
Estampe en l'honneur des Martyrs de Kishinev, Ephraim Moses Lilien, 1903

Un grand nombre d'artistes et d'écrivains ont réagi aux pogroms de Kichinev. Des auteurs comme Vladimir Korolenko (ukrainien) ont écrit sur le pogrom de 1903 dans (en) House 13, tandis que Tolstoï  et Gorki (russes) écrivirent des condamnations blâmant le gouvernement russe, une attitude qui change par rapport aux pogroms des années 1880, où la plupart de l'intelligentsia russe était restée silencieuse. Ces massacres eurent aussi un impact important sur l'art et la littérature juive. Le dramaturge Max Sparber prit le pogrom de Kichinev comme sujet pour une de ses premières pièces. Le poète Haïm Bialik écrivit dans La ville du massacre au sujet de l'apparente passivité des Juifs en face des émeutiers :
Tu verras de tes yeux les lieux où se cachèrent
Les lâches descendants des glorieux Macchabées…
Ils avaient fui comme des rats,
Ils s’étaient terrés comme des fourmis
Et ils moururent d’une mort de chiens…
La honte est tout aussi grande que la douleur,
Et peut-être même est-elle plus grande encore.
Après cela, Bialik soutiendra la création des ligues d'autodéfense.